# Vepris termitaria
Vepris termitaria är en vinruteväxtart som beskrevs av Francisco de Ascencão Mendonça. Vepris termitaria ingår i släktet Vepris och familjen vinruteväxter. Inga underarter finns listade i Catalogue of Life.